# Arcanum, Ohio
Arcanum, Ohio (енгл. Arcanum) град је у америчкој савезној држави Охајо.

## Демографија
По попису из 2010. године број становника је 2.129, што је 53 (2,6%) становника више него 2000. године.
| Група             | 2000.         | 2010.         |
| Белци             | 2.042 (98,4%) | 2.101 (98,7%) |
| Афроамериканци    | 0 (0,0%)      | 3 (0,1%)      |
| Азијати           | 4 (0,2%)      | 4 (0,2%)      |
| Хиспаноамериканци | 8 (0,4%)      | 7 (0,3%)      |
| Укупно            | 2.076         | 2.129         |